# Quartier de la Porte-Saint-Martin
Pour les articles homonymes, voir Porte Saint-Martin.
Pour les articles homonymes, voir Saint-Martin et Quartier Saint-Martin.
Ne doit pas être confondu avec Quartier de la Porte-Saint-Denis.
Le quartier de la Porte-Saint-Martin est le 39e quartier administratif de Paris situé dans le 10e arrondissement.

## Origine du nom
Il est nommé en raison de sa proximité avec la porte Saint-Martin.

## Situation et limites

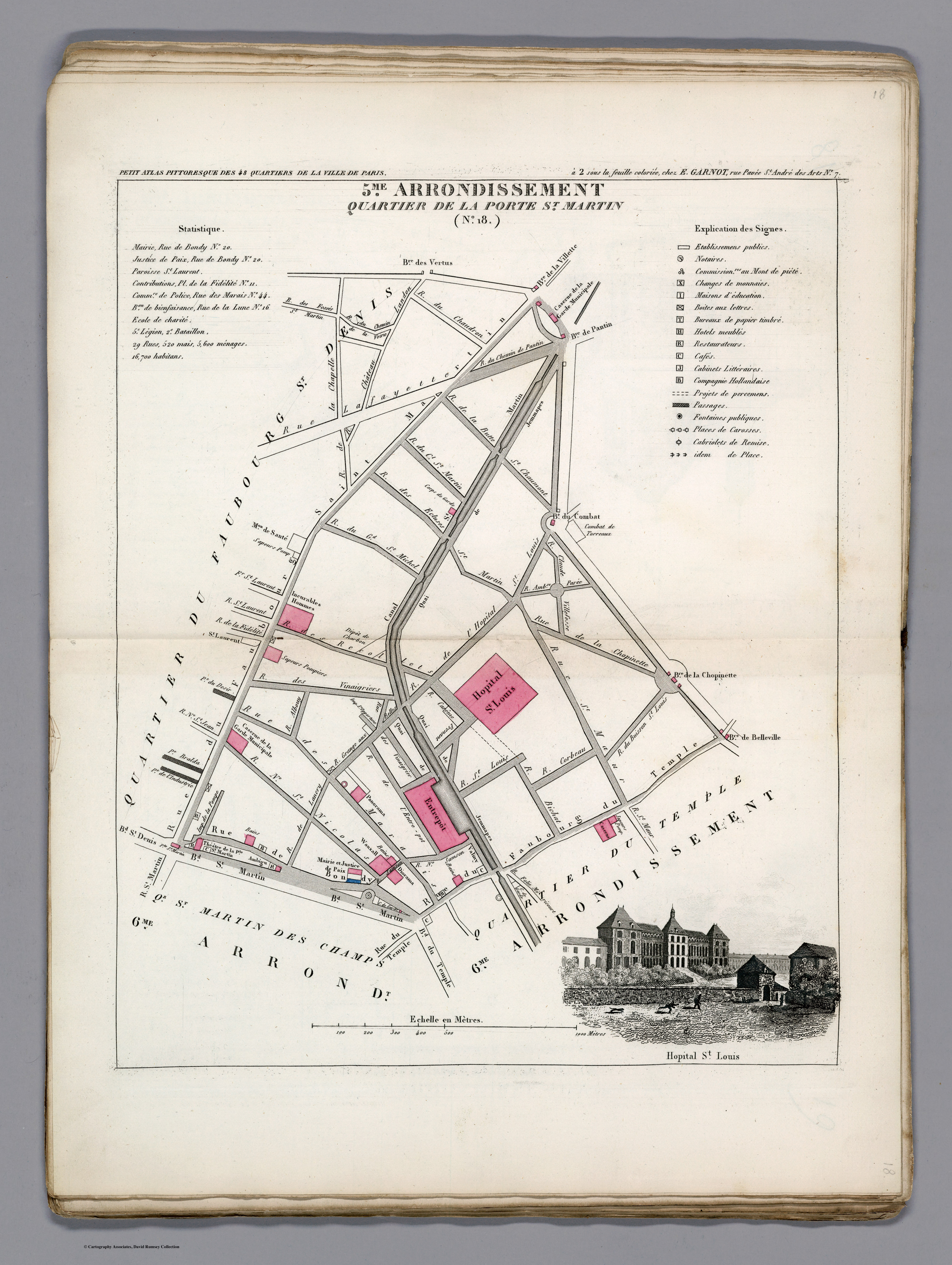
Plan du quartier Bonne Nouvelle dans l'ancien 5e arrondissement en 1834.
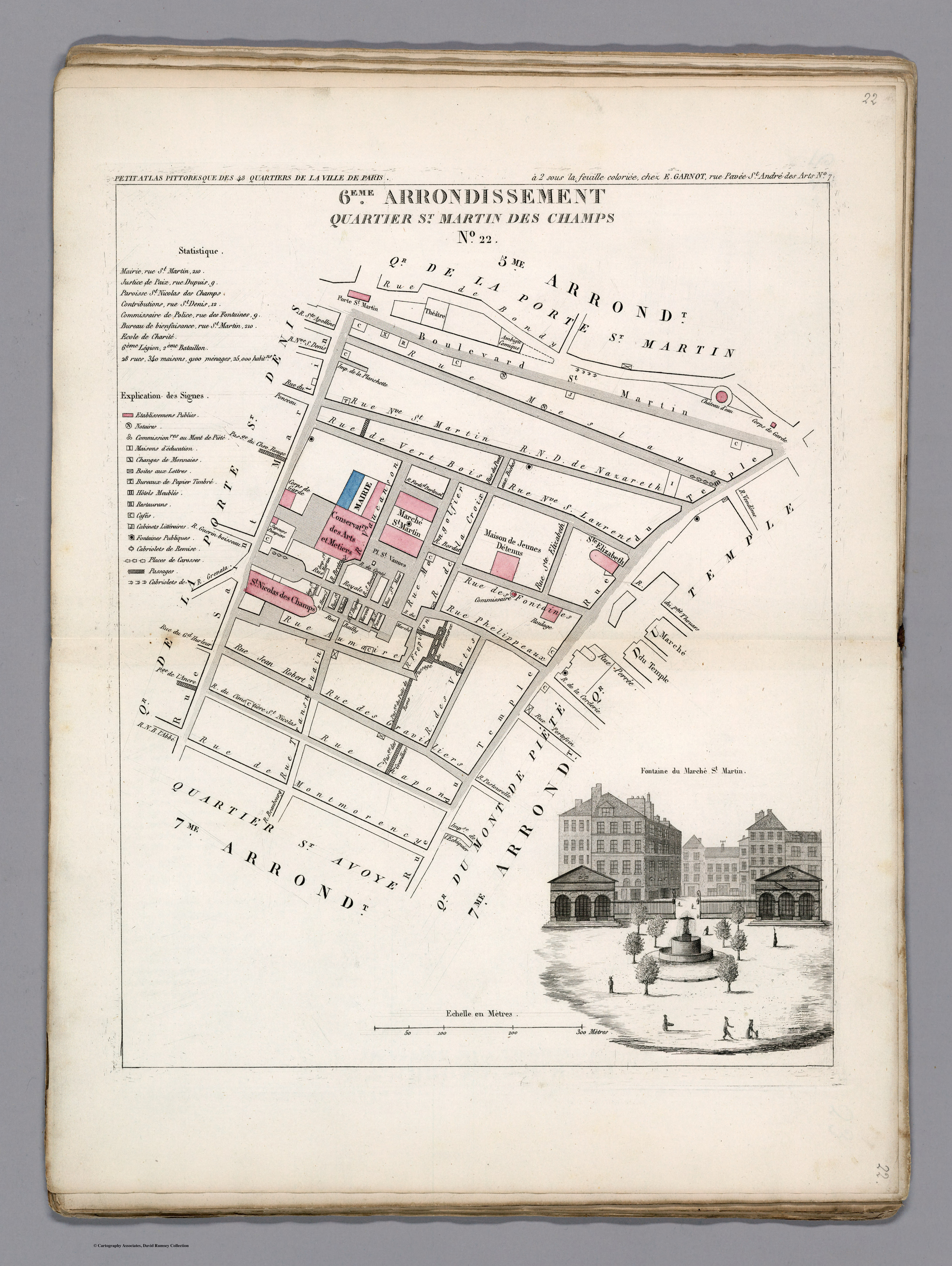
Plan du quartier Saint Martin des Champs dans l'ancien 6e arrondissement en 1834.
Localisation administrative du quartier dans le 10e arrondissement actuel.

## Historique
Le quartier était appelé au XVIIIe siècle « quartier Saint-Martin-des-Champs » du fait de sa proximité avec le prieuré Saint-Martin-des-Champs, dont les terres s'étendaient au-delà des limites du Paris d'alors, au nord de la porte Saint-Martin.

### Le quartier de la Porte-Saint-Martin en 1702
Par une déclaration du roi en date du 12 décembre 1702 et par un arrêt du Conseil d'État du 14 février de la même année, Paris a désormais vingt quartiers qui sont bornés et limités dont le quartier de Saint-Martin qui est le 10e quartier.

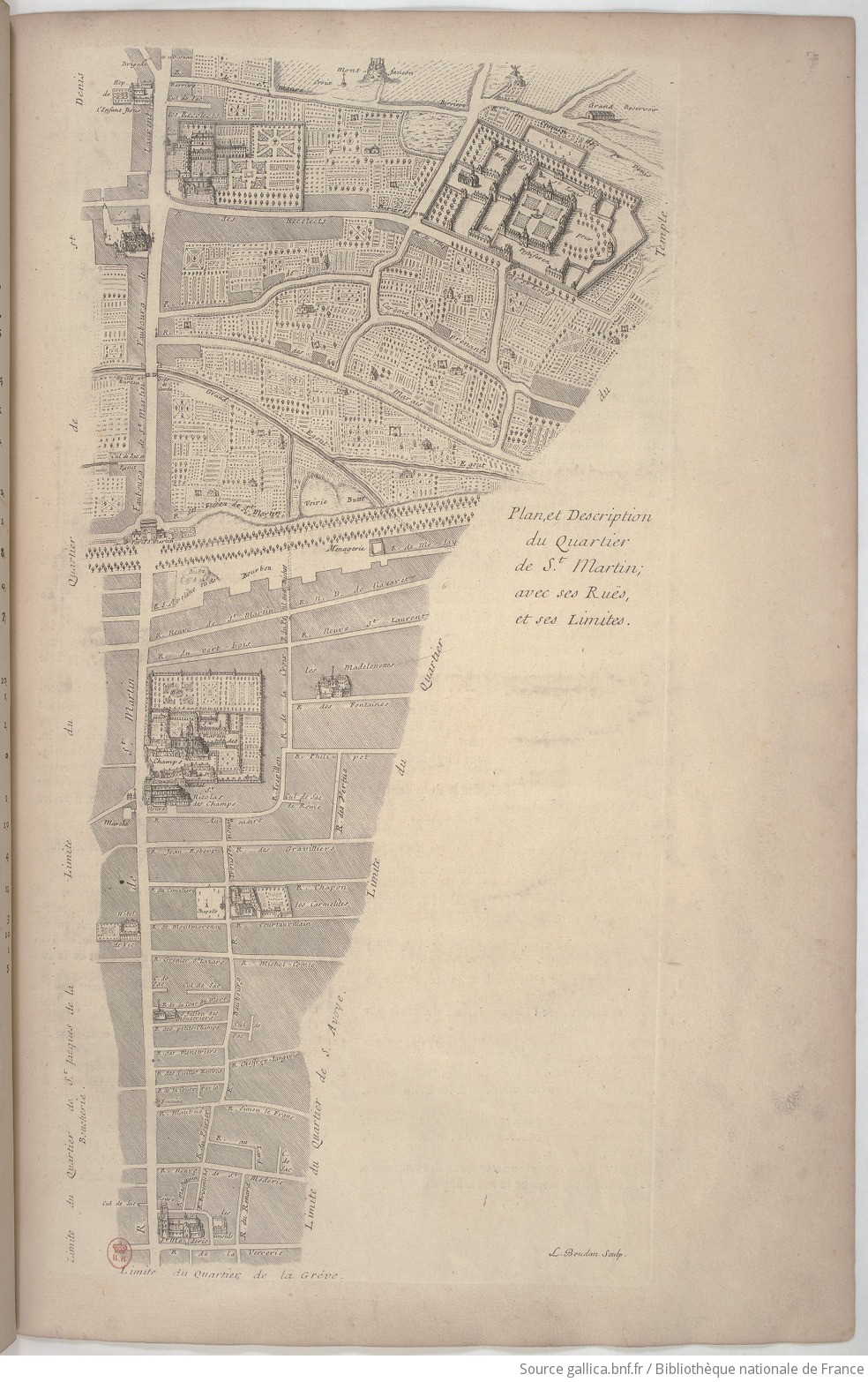
Plan du quartier de Saint-Martin en 1702.

### Limites du quartier
Entouré par les quartiers de Saint-Jacques-de-la-Boucherie et Saint-Denis à l'ouest,  les Faubourg de Saint-Denis et de Saint-Lazare au nord, les quartiers du Temple et de Sainte-Avoye à l'est et le quartier de la Grève au sud, le quartier de Saint-Martin est délimité à l'est par les rues Barre-du-Bec, de Sainte-Avoye et du Temple, au nord par les faubourg, à l'ouest par la rue de Saint-Martin et du Faubourg-Saint-Martin et au sud par la rue de la Verrerie.

### Contenu
Jean de la Caille indique que le quartier de Saint-Martin compte en 1702 :
- Le bailliage de Saint-Martin-des-Champs, dans l'enclos du Prieuré de Saint-Martin-des-Champs
- Barrière de Saint-Louis, qui est pour renvoyer tout ce qui est dû pour les droits d'entrées au bureau du Temple, situé à côté de l'hôpital Saint-Louis entre la rue des Récollets et la rue de l'Hôpital-Saint-Louis (actuelle rue Bichat), en une rue qui conduit (actuelle rue de la Grange-aux-Belles) au gibet de Montfaucon, paroisse Saint-Laurent
- Bureau de Saint-Martin, qui est pour recevoir les droits des entrées du vin, bétail à pied fourchu (porcs, moutons, bovins), domaine, barrage, le Poids le Roi au haut du Faubourg-Saint-Martin, au-dessus des Récollets de la rue Saint-Maur (actuelle rue des Écluses-Saint-Martin) paroisse Saint-Laurent
- Brigade de Saint-Martin, qui est pour empêcher les fraudes qui peuvent arriver dans ce quartier situé plus-haut que le bureau de Saint-Martin, paroisse Saint-Laurent.
- Barrière de Saint-Maur, qui est pour renvoyer tout ce qui est sujet aux droits d'entrées au bureau de Saint-Martin, située en la rue Saint-Maur, qui va au gibet de Montfaucon, vis  à vis le bureau de Saint-Martin, paroisse Saint-Laurent.
- Laissez-Passer de Saint-Martin, qui est pour prendre tous les laissez-passer, qui ont acquitté les droits au Bureau Saint-Martin et les enregistrer, situé au Faubourg-Saint-Martin à la Grille de Fer, près le Grand Égout, paroisse Saint-Laurent.
- 5 boucheries
  - boucherie de la rue Saint-Martin, depuis la rue de Montmorency jusqu'à Saint-Nicolas-des-Champs des deux côté de ladite rue, contenant 23 étaux.
  - Une autre devant saint-Médéric, rue Saint-Martin, 1 étal.
  - Une à la porte Saint-Martin, 1 étal.
  - Une au Faubourg-Saint-Martin, 1 étal.
  - Une au Faubourg Saint-Laurent, 1 étal.
- 3 chapelles
  - Chapelle Saint-Michel, situées dans l'enclos de Saint-Martin-des-Champs
  - Chapelle du cimetière Saint-Nicolas-des-Champs
  - Chapelle de Lorette, située rue des Fontaines
- Le Chapitre de Saint-Médéric ou de Saint-Merri ou il y a paroisse, rue Saint-Martin, au coin de la rue de la Verrerie
- 1 Cimetière, situé hors de la paroisse de Saint-Nicolas-des-Champs, rue du cimetière Saint-Nicolas
- 1 Communauté de garçons 
  - Les prêtres de la doctrine chrétienne, dit de Saint Julien des Menestriers, rue Saint-Martin.
- 3 Communautés de filles de la charité, servantes aux pauvres malades, savoir :
  - Celle de l'hôpital de l'Enfant Jésus, desservie par les sœurs de la Charité
  - Celle de la paroisse saint-Médéric, qui y tiennent école rue Brise-miche
  - Celle de la paroisse de saint-Nicolas-des-Champs qui servent les pauvres malades et les prisonniers rue Aumair
- Le couvent des Récollets, dit de Saint-Laurent au coin de la rue des Récollets, faubourg Saint-Laurent.
- 2 couvents de filles
  - le couvent des Madelonnettes, rue des Fontaines-du-Temple
  - Les Carmélites dites de la rue Chapon
- 2 croix remarquables
  - Une située près de Montfaucon, ayant été bâtie à la sollicitation de Pierre Craon, vers 1396, auquel temps l'on donna des confesseurs aux patients que l(on allait exécuter, qui s'arrêtaient au pied de cette croix, les confesser, et c'était les Cordeliers du grand Couvent qui étaient chargés de cet office.
  - Une autre située en haut du faubourg Saint-Laurent appelée Croix du Mouton

- 2 corps de garde

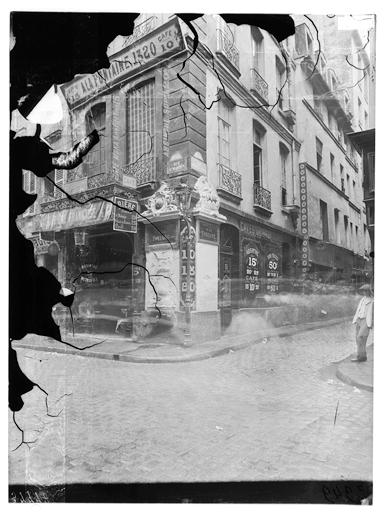
La fontaine Maubuée, à l'angle de la rue Saint-Martin et de la rue Maubuée

  - Celui  des soldats du régiment des Gardes françaises, posé pour la sureté du public composé d'un caporal et de cinq soldats, au bout du faubourg Saint-Martin, au village de La Chapelle.
  - Un autre composé d'un sergent et de dix soldats, posés à la grille de fer du Faubourg-Saint-Martin.
- 2 égouts
  - Un au Pont-aux-Biches
  - Un au Faubourg Saint-Martin

- 2 fontaines publiques

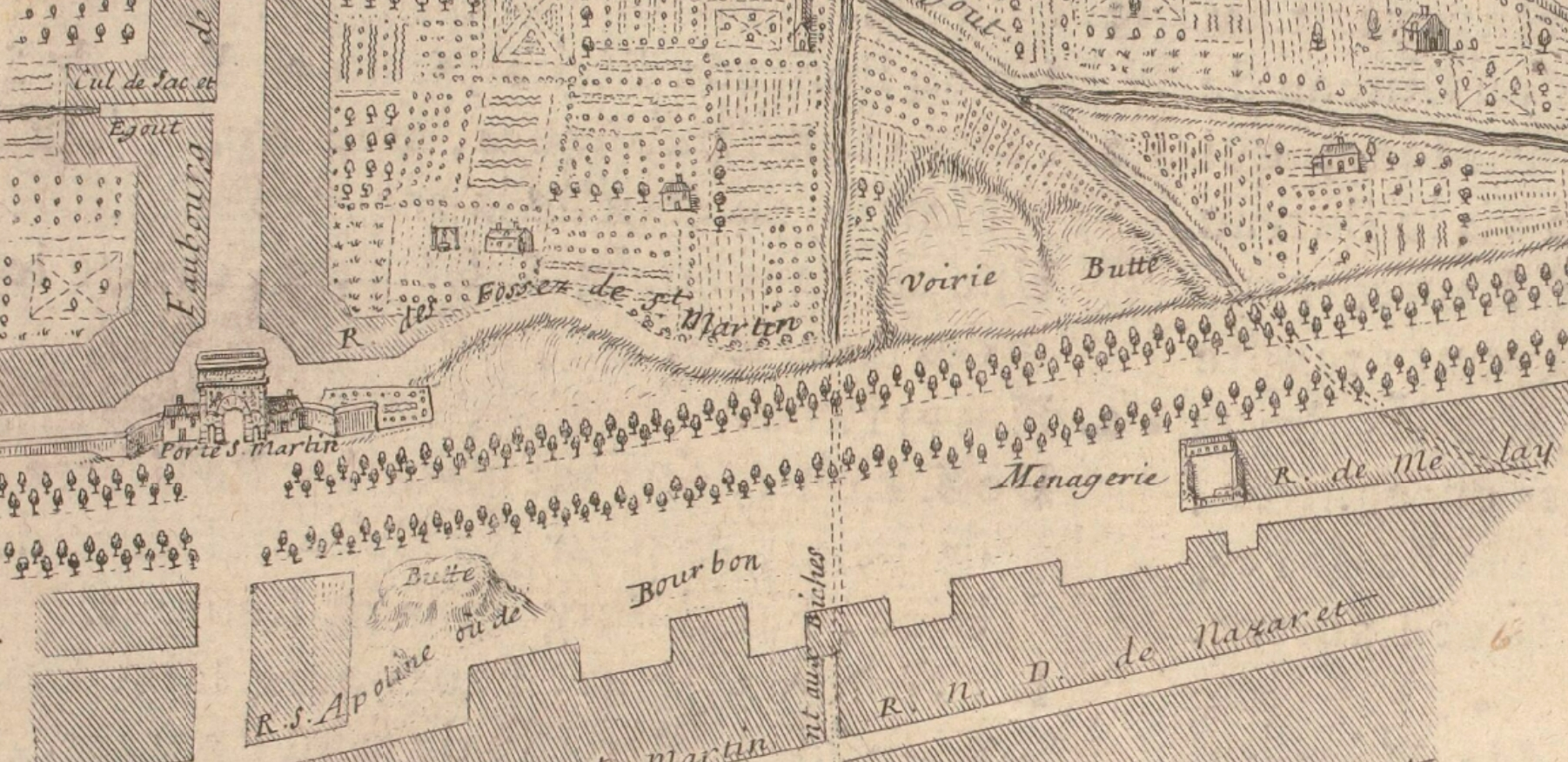
La voirie du Faubourg-Saint-Martin et les égouts du pont-aux-Biches et du Faubourg Saint-Martin

  - 1 située dans la rue Saint-Martin, au coin de la rue Maubuée
  - 1 située au faubourg Saint-Laurent, contre le couvent des Récollets
- 2 hôpitaux
  - Hôpital Saint-Louis, servant pour les pestiférés en temps de peste et pour le convalescents de l'hôtel-Dieu, Faubourg Saint-Laurent.
  - Hôpital du Nom-de-Jésus, Faubourg Saint-Laurent, au-dessus de la paroisse Saint-Laurent
- Juridiction des Consuls, cloître Saint-Médéric
- 415 lanternes publiques
- 1 740 maisons, sans comprendre les églises, couvents et échoppes.
- 1 marché, pour toutes sortes de vivres, hors le pain, vis à vis l'église Saint-Nicolas-des-Champs, rue Saint-Martin.
- Montfaucon, lieu destiné pour exposer les cadavres des gens exécutés à mort, situé au bout du Faubourg Saint-Laurent, à droite, derrière l'hôpital Saint-Louis
- 3 paroisses
  - Paroisse Saint-Laurent, Faubourg Saint-Laurent
  - Paroisse Saint-Médéric, rue Saint-Martin
  - Paroisse Saint-Nicolas-des-Champs, rue Saint-Martin
- Porte Saint-Martin
- Prieuré royal en commande de Saint-Martin, qui est un lieu privilégié pour toutes sortes d'artisans, et une cure amovible[5], où l'on fait les fonctions curiales, situé en haut de la rue Saint-Martin.
- Prison de Saint-Martin-des-Champs, seulement pour le civil, n'ayant pas le pain du Roi[Note 1], situé dans l'enclos du prieuré Saint-Martin-des-Champs.
- 52 rues
- 7 culs-de-sac
- Tombereaux, pour le nettoiement et l'enlèvement des boues et immondices des rues de ce quartier, savoir 6 tombereaux pendant les mois de septembre, octobre, novembre, décembre, janvier, février, mars, avril et mai 5 tombereaux pendant les mois de juin, juillet et août.
- La voirie, pour la décharge des immondices et boues de ce quartier est située au bout de la rue de la Chaussée, en entrant à droite Faubourg-Saint-Martin, au bas du rempart, entre les portes Saint-Martin et du Temple, joignant les égouts de la Ville.

### Voies du quartier de Saint-Martin en 1702
| Nom                                                                                      | Nombre de maisons | Nombre de lanternes |
| ---------------------------------------------------------------------------------------- | ----------------- | ------------------- |
| Rue Aumair où Aumère                                                                     | 41                | 12                  |
| Cul-de-sac de Rome également appelé « cul-de-sac du Puits-de-Rome »                      | 2                 | 1                   |
| Rue Beaubourg également appelée « rue des Anglais »                                      | 85                | 15                  |
| Cul-de-sac Berthaud également appelé « Cul-de-sac des Truyes »                           | 21                | 6                   |
| Cul-de-sac des Anglais                                                                   | 2                 | 2                   |
| Cul-de-sac du Bœuf                                                                       | 3                 | 1                   |
| rue de Bourbon également appelée « rue de Sainte-Apolline »                              | 6                 | 1                   |
| Rue Brisemiche                                                                           | 5                 | 5                   |
| Rue Carême-Prenant                                                                       |                   |                     |
| Rue du Chemin de Saint-Denis                                                             |                   |                     |
| Rue Chapon                                                                               | 26                | 14                  |
| Rue du Cimetière Saint-Nicolas-des-Champs                                                | 27                | 7                   |
| Cul-de-sac de Clervaux (rue Saint-Martin)                                                |                   |                     |
| Rue du Cloître-Saint-Mederic                                                             | 15                | 6                   |
| Rue du Cloître-Saint-Nicolas-des-Champs                                                  | 2                 | 1                   |
| Rue de la Cour-du-Maure également appelée « rue Saint-Julien-des-Menestriers »           | 5                 | 6                   |
| Rue de la Corroierie                                                                     | 23                | 5                   |
| Cul-de-sac Baudoirie également appelé « cul-de-sac de la Corroierie »                    | 5                 | 1                   |
| Rue Courtauvillain également appelé « rue Auvillain »                                    | 10                | 12                  |
| Rue de la Croix                                                                          | 30                | 7                   |
| Cul-de-sac de l'Égout                                                                    |                   |                     |
| Rue Filipeaux ou Philipot                                                                | 44                | 10                  |
| Rue des Fontaines également appelé « rue des Madelonnettes »                             | 18                | 9                   |
| Rue des Fossés-du-Faubourg-Saint-Martin également appelé « rue des Fossés-Saint-Martin » | 4                 | 2                   |
| Rue Frépillon ou Fripillon                                                               | 57                | 4                   |
| Geoffroy-Langevin                                                                        | 31                | 8                   |
| Rue des Gravilliers                                                                      | 61                | 13                  |
| Rue du Grenier-Saint-Lazare                                                              | 45                | 9                   |
| Rue Jean-Robert                                                                          | 30                | 7                   |
| Rue Neuve-Saint-Laurent                                                                  | 47                | 10                  |
| Rue du Faubourg-Saint-Laurent                                                            | 97                | 12                  |
| Rue de l'Hôpital-Saint-Louis                                                             |                   |                     |
| Rue Taille-Pain également appelé « rue Mache-Pain »                                      | 4                 | 4                   |
| Rue des Marais                                                                           |                   |                     |
| Rue Maubuée                                                                              | 1                 | 1                   |
| Rue des Ménétriers                                                                       | 26                | 7                   |
| Rue Meslay également appelé « rue de Mesle » où « rue de la Planchette »                 | 2                 |                     |
| Rue Michel-le-Comte                                                                      | 51                | 14                  |
| Rue de Montmorency                                                                       | 23                | 7                   |
| Rue Notre-Dame-de-Nazareth                                                               | 20                | 8                   |
| Rue des Petits-Champs également appelé « rue Palée »                                     | 17                | 7                   |
| Rue Pierre-au-Lard                                                                       | 16                | 5                   |
| Rue du Poirié également appelée « rue Baudoirie »                                        | 18                | 4                   |
| Rue du Pont-aux-Biches                                                                   | 5                 | 2                   |
| Rue des Récollets                                                                        |                   |                     |
| Rue du Renard                                                                            | 9                 | 5                   |
| Cul-de-sac Saint-Fiacre                                                                  |                   |                     |
| Rue Saint-Martin                                                                         | 370               | 68                  |
| Rue du Faubourg Saint-Martin                                                             | 81                | 10                  |
| Rue Neuve-Saint-Martin                                                                   | 46                | 9                   |
| Cul-de-sac de la rue Neuve-Saint-Martin                                                  |                   |                     |
| Rue Saint-Maur                                                                           | 73                | 5                   |
| Rue Neuve-Saint-Merri également appelée « rue Neuve-Saint-Médéric »                      | 70                | 14                  |
| Rue Simon-le-Franc                                                                       |                   | 2                   |
| Rue Transnonain également appelée « rue Trousse-Nonain »                                 | 39                | 15                  |
| Rue de la Verrerie                                                                       | 66                | 12                  |
| Rue Vert-Bois également appelée « rue Gaillard-Bois »                                    | 27                | 10                  |
| Rue des Vertus                                                                           | 29                | 6                   |
| Rue des Vieilles-Étuves                                                                  | 18                | 6                   |

## Bâtiments remarquables et lieux de mémoire
- L’église Saint-Laurent
- L’église Saint-Martin-des-Champs
- La Porte Saint-Martin
- Le canal Saint-Martin
- La place de la République